# Kapau Baru
Kapau Baru is een bestuurslaag in het regentschap Meranti-eilanden van de provincie Riau, Indonesië. Kapau Baru telt 1361 inwoners (volkstelling 2010).